# Егвекінот
Егвекіно́т (рос. Эгвекинот, чук. Эрвыӄыннот) — селище міського типу, адміністративний центр міського округу Егвекінот Чукотського автономного округу Російської Федерації.
В адміністративному підпорядкуванні знаходиться сусіднє селище енергетиків Озерний.

## Історія
16 липня 1946 року в бухту Егвекінот затоки Хреста прибув пароплав «Радянська Латвія», на борту якого знаходилися будівельники майбутнього селища Егвекінот, морського порту, Егвекінотської електростанції, автодороги Егвекінот — Іультин.
Статус селища міського типу має з 1954 року.

## Топонім
Існує два варіанти походження назви селища: від чукот. Эрвыӄыннот — «гостра тверда земля», або від Эквыӄыннот  — «висока тверда земля» (від чук. ирв-/эрв- «гострий»,  -ӄын  — від  -ӄыт  «твердий»,  нут- / нот-  «земля»).

## Географія
Селище розташоване на березі затоки Хреста Берингового моря за 32 кілометри на південь від Полярного кола та за 39 кілометрів на схід від 180-го меридіану, тобто в Західній півкулі. Селище оточений кільцем гір, вищою з яких є гора Матачингай. Відстань до окружного центру становить 235 км. Повсюдно поширена вічна мерзлота. Клімат дуже суворий, що обумовлено його розташуванням в зоні впливу двох океанів, зі складною атмосферною циркуляцією, істотно розрізняється в теплу і холодну пору року. Особливістю клімату є відсутність кліматичного літа: навіть в найтепліший місяць — липень — середня температура повітря не перевищує +11°С. Період із середньомісячною температурою вище 0°С триває менше 4 місяців. Середня річна температура -6,3°С.

## Економіка
Порт Егвекінот — морський порт федерального значення. Онову вантажообігу складають вугілля, генеральні та лісові вантажі, контейнери. Дозволено заходження іноземних суден з екіпажами, укомплектованими громадянами Російської Федерації.
Промислові підприємства на території міського поселення відсутні.